# Impatiens verecunda
Impatiens verecunda är en balsaminväxtart som beskrevs av Joseph Dalton Hooker. Impatiens verecunda ingår i släktet balsaminer, och familjen balsaminväxter. Inga underarter finns listade i Catalogue of Life.